# Bình bát
Bình bát hay na biển (danh pháp hai phần: Annona glabra) là loài thực vật có hoa thuộc họ Na, cùng chi với mãng cầu xiêm và cherimoya. Cây có nguồn gốc từ Florida ở Hoa Kỳ, Caribe, Trung Mỹ, Nam Mỹ và Tây Phi. Nó phổ biến ở Everglades, miền nam Florida. Bình bát được coi là loài xâm lấn ở Sri Lanka, Việt Nam và Úc. Nó sống được ở đầm lầy, chịu được nước mặn nhưng không thể mọc ở đất khô cằn. Quả bình bát khi chín có mùi thơm nồng nặc, khi ăn có vị hơi chát nên đa số người ta đều cho đường cát vào khi ăn.
Loài này được L. mô tả khoa học đầu tiên năm 1753.

## Mô tả
Cây bình bát cao tới 12 m. Thân cây hẹp, vỏ màu xám và đôi khi mọc thành từng đám. Lá bình bát hình ovan đến thuôn dài, mỗi lá có một đầu nhọn, dài 8–15 cm và rộng 4–6 cm, gân giữa nổi rõ. Mặt trên của lá có màu xanh lục nhạt đến đậm. Lá có mùi đặc biệt, tương tự như mùi táo xanh, có thể phân biệt được nó ở rừng ngập mặn. Trái bình bát hình cầu thuôn dài và có kích thước bằng hoặc lớn hơn quả táo, dài 7–15 cm và đường kính lên đến 9 cm, trái rụng khi có màu xanh lục hoặc chín vàng. Chúng phân tán bằng cách trôi đến các địa điểm mới, là thức ăn cho nhiều loài động vật như lợn rừng. Sinh sản bắt đầu khi cây được khoảng hai năm tuổi. Một quả chứa 100 hoặc nhiều hạt lồi, màu vàng nâu nhạt, dài khoảng 1 cm. Hoa của bình bát có vòng đời ngắn và có đường kính từ 2–3 cm. Những bông hoa có ba cánh hoa bên ngoài cũng như ba cánh hoa bên trong. Cánh hoa màu vàng nhạt hoặc màu kem, phần gốc bên trong có màu đỏ tươi. Phấn hoa của nó bị rụng dưới dạng phấn đơn bội vĩnh viễn.

## Hệ sinh thái
Bình bát phát triển mạnh trong môi trường ẩm ướt. Hạt và quả của nó có thể được phân tán trong những mùa ẩm ướt sau khi chúng rơi xuống đầm lầy và sông. Điều này cho phép hạt và quả lan ra các đường bờ biển. Một nghiên cứu năm 2008 cho thấy hạt bình bát có thể nổi trong nước mặn và nước ngọt đến 12 tháng. Khoảng 38% số hạt này sau đó có thể nảy mầm trong đất, mặc dù rễ của nó không phát triển tốt sau thời gian bị ngập úng liên tục. Một nghiên cứu khác vào năm 1998 cho thấy ngay cả khi bị ngập lụt dữ dội, tuổi thọ 12 tháng của hạt bình bát vẫn không bị ảnh hưởng, tuy nhiên, tốc độ tăng trưởng của nó giảm trong khoảng thời gian 6 tháng. So với các hạt và cây họ Na khác, bình bát vẫn có khả năng chống chọi tốt hơn với các trường hợp lũ lụt.

## Sử dụng
Không giống như các loài cây thuộc họ Na khác, cùi của quả bình bát khi chín có màu vàng cam thay vì màu trắng. Quả có thể ăn được đối với con người và hương vị của nó gợi nhớ đến dưa lê chín. Bình bát có thể được làm thành mứt, nó là một thành phần phổ biến của đồ uống trái cây tươi ở Maldives. Ngày trước, hạt bình bát còn được nghiền nát, nấu trong dầu dừa và bôi lên tóc để đuổi chấy.
Thịt quả có mùi thơm dịu và hương vị dễ chịu, nhưng không giống như mãng cầu xiêm và các loại trái cây liên quan khác, bình bát chưa bao giờ được sử dụng phổ biến. Các thí nghiệm đã được tiến hành ở Nam Florida để sử dụng nó làm gốc ghép cho na hoặc mãng cầu xiêm. Trong khi một số mô ghép ban đầu có vẻ hiệu quả, có một tỷ lệ cao gốc ghép thường thất bại theo thời gian.
Nghiên cứu gần đây cho thấy chiết xuất hạt cồn bình bát có chứa các hợp chất chống ung thư có thể được sử dụng trong dược phẩm.

## Loài xâm lấn
Bình bát là một loài cây xâm lấn ở phía bắc Queensland thuộc Úc và ở Sri Lanka, ở những nơi đó chúng phát triển ở các cửa sông và các đầm lầy ngập mặn. Nó đã được du nhập vào Bắc Queensland vào khoảng năm 1912 để làm gốc ghép cho các loài Annona tương tự như mãng cầu. Cây con sinh trưởng trải thảm dọc các bờ, chúng ngăn các loài khác nảy mầm hoặc phát triển. Chúng cũng ảnh hưởng đến các nông trại khi phát triển dọc theo các đường biên và cống rãnh của nông trại. Bình bát cũng xâm nhập và làm biến đổi các khu vực vốn không bị xáo trộn. Điều này có thể được quan sát trong trường hợp Vườn quốc gia đầm lầy Eubenangee của Úc.
Ở Úc, hạt giống bình bát có thể được lan truyền bởi đà điểu đầu mào phương nam. Hạt của quả đã được tìm thấy trong phân của chúng với khoảng cách phát tán lên đến 5.212 m được ghi lại trong một nghiên cứu năm 2008, và đã đăng trên tạp chí Diversity and Distributions. Tuy nhiên, bản thân loài đà điểu đầu mào phương nam là một loài có nguy cơ tuyệt chủng ở Úc. Theo Bộ Môi trường và Năng lượng của chính phủ Úc, chỉ còn lại khoảng 20-25% môi trường sống cho chúng. Ngoài ra, một phần trong kế hoạch phục hồi của chính phủ bao gồm các hành động hướng tới việc thiết lập các vườn ươm chứa đầy các loài thực vật mà đà điểu đầu mào phương nam tiêu thụ. Vì bình bát là một trong những loại thực phẩm được chúng ăn, việc tái phục hồi có thể là cần thiết để đảm bảo đà điểu đầu mào phương nam có nguồn thức ăn thay thế sẵn có. Khi quần thể bình bát được kiểm soát, thảm thực vật tự nhiên có thể tái sinh mà không cần sự can thiệp của con người.
Do tác động của bình bát đối với môi trường như một loài xâm lấn, chính phủ Úc đã phân loại bình bát là Cây cỏ dại. Ngoài ra, chúng được coi là loài cây được xếp hạng cao nhất trong đánh giá rủi ro cỏ dại vùng nhiệt đới ẩm vào năm 2003. Ở Sri Lanka, chúng được dùng làm một giống ghép cho táo mãng cầu và mọc lan rộng ra các vùng đầm lầy xung quanh Colombo.

## Các chiến lược kiểm soát

### Úc
Chính phủ Úc coi bình bát như một loài cây cỏ dại, Bộ Môi trường và Năng lượng đã đề nghị lập một kế hoạch kiểm soát vào năm 2001 cho các công dân nhằm mục đích loại bỏ bình bát trong 20 năm. Kế hoạch bao gồm sáu bước mà chủ sở hữu đất đai có thể thực hiện để xác định cách kiểm soát và giám sát sự bùng phát của bình bát, cũng như cách giảm thiểu thiệt hại tiền của. Để góp phần ngăn cản việc trồng và lây lan bình bát, việc buôn bán và nhập cảnh chúng bị cấm trên hầu hết lãnh thổ Úc.
Có nhiều cách để kiểm soát bình bát bao gồm đốt, dùng chất hóa học và máy móc loại bỏ chúng, hoặc kết hợp cả 3 cách. Theo chính phủ Úc, thời điểm tốt nhất trong năm để tiến hành kiểm soát là trong khoảng thời gian từ tháng 8 đến tháng 11, tức là mùa khô. Hiện tại vẫn chưa có nghiên cứu nào xem xét sự kiểm soát sinh học bình bát ở Úc. Vì nếu không có nghiên cứu trước điều này, bất kỳ hành động nào được thực hiện để loại bỏ bình bát bằng các biện pháp kiểm soát sinh học có thể vô tình ảnh hưởng đến các loài táo bản địa của Úc thuộc cùng một họ.

## Một số hình ảnh về cây Bình Bát

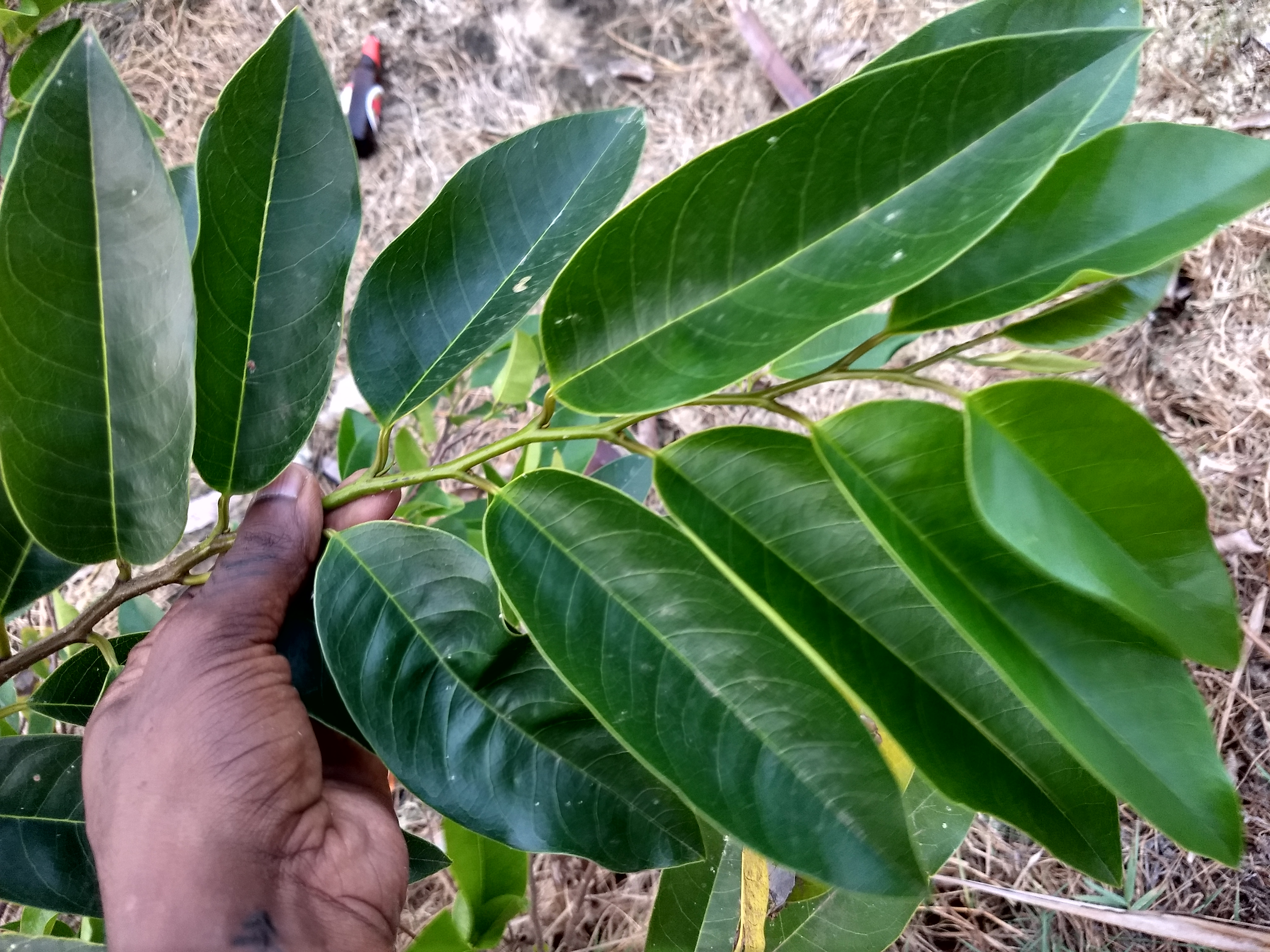
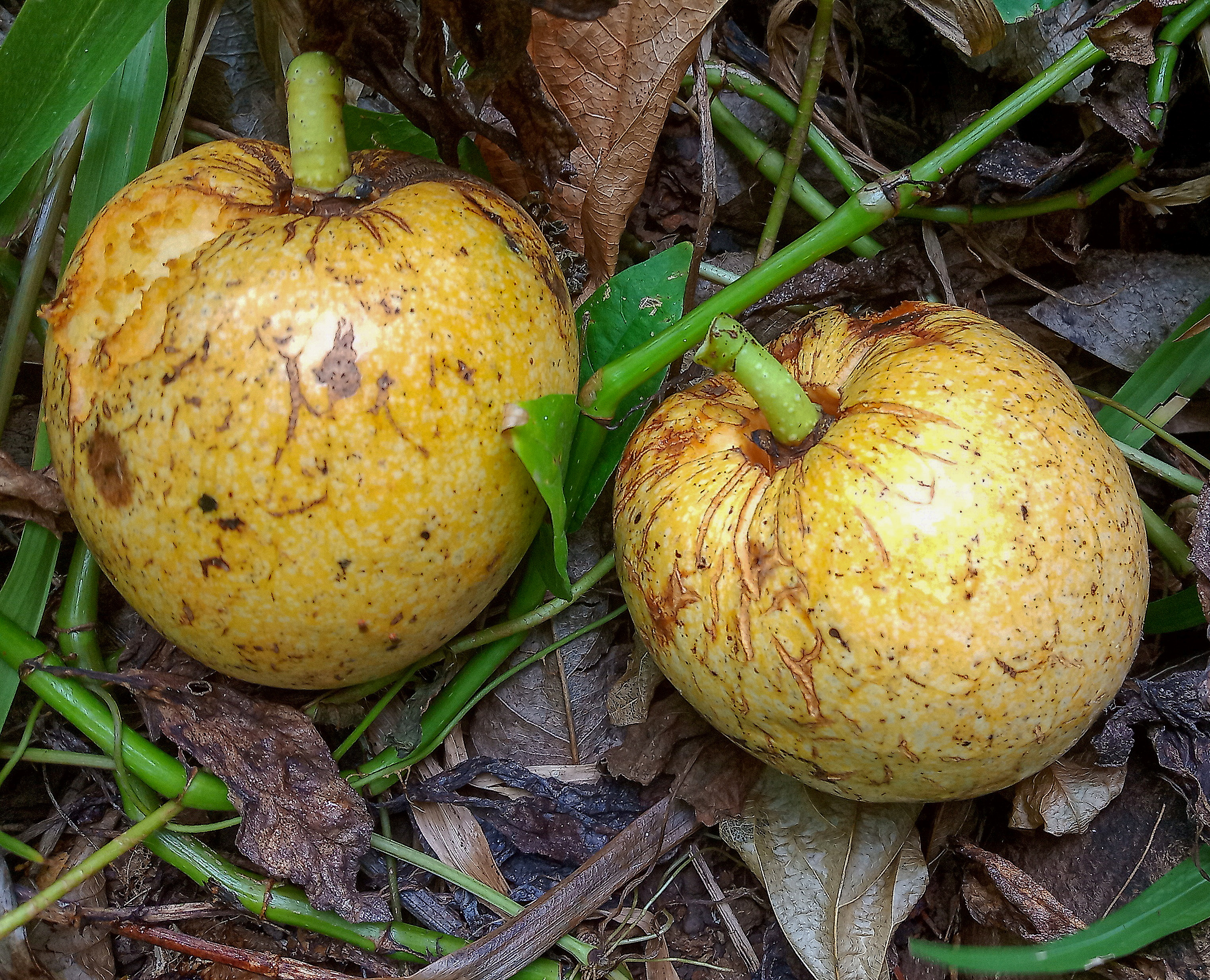
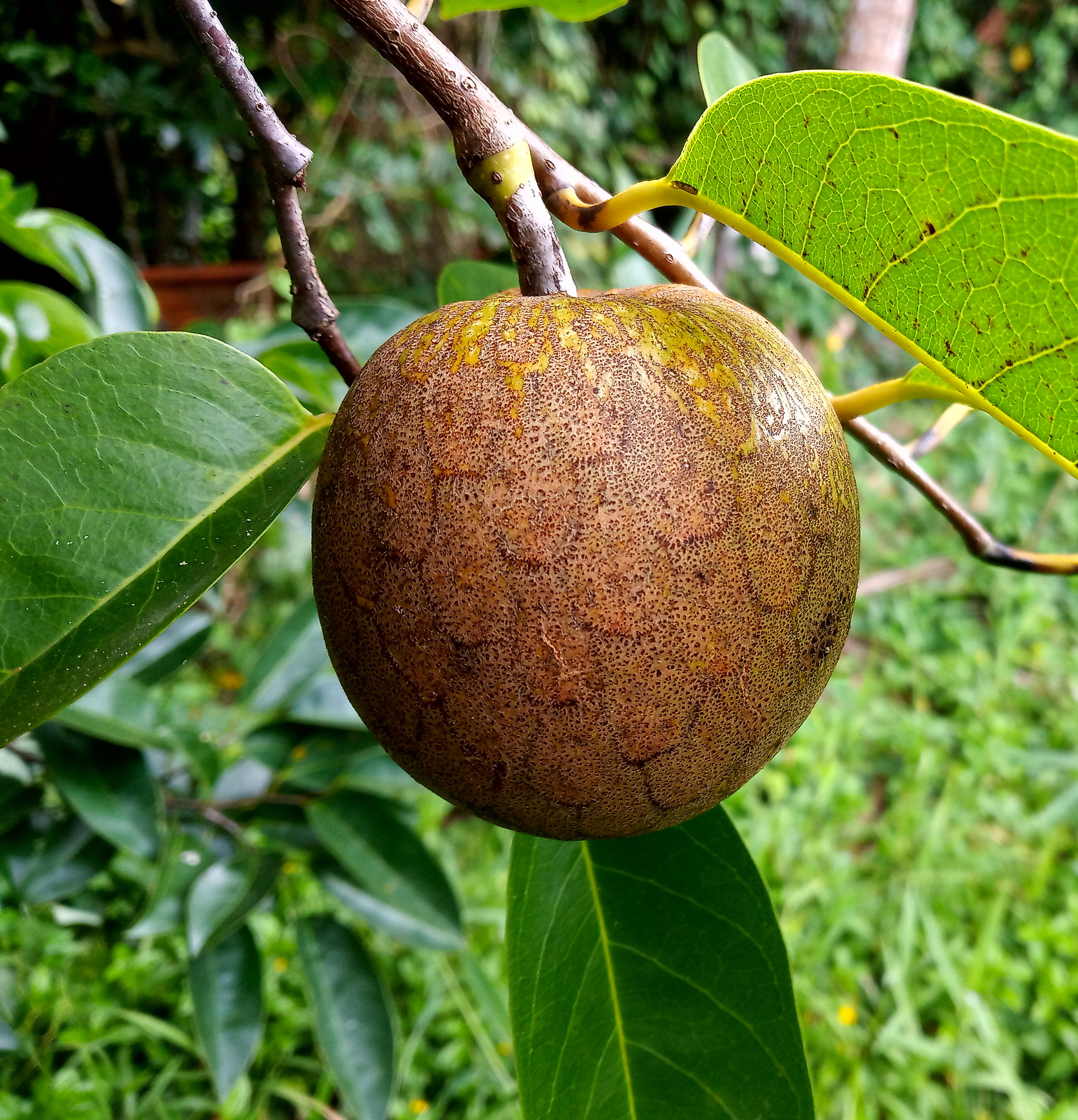

## Hình ảnh

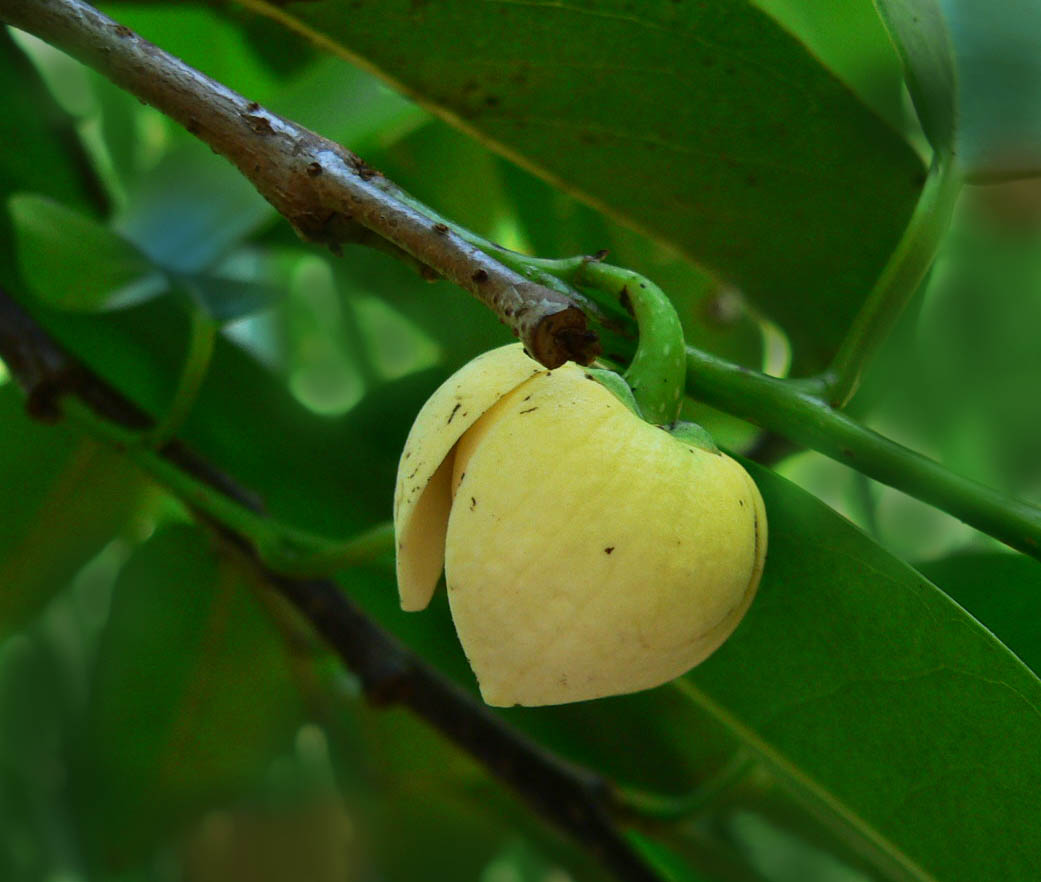
Nụ hoa bình bát
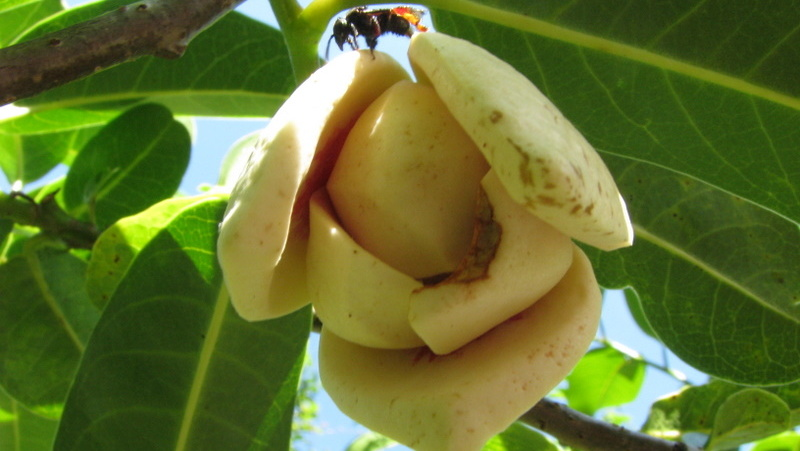
Hoa bình bát
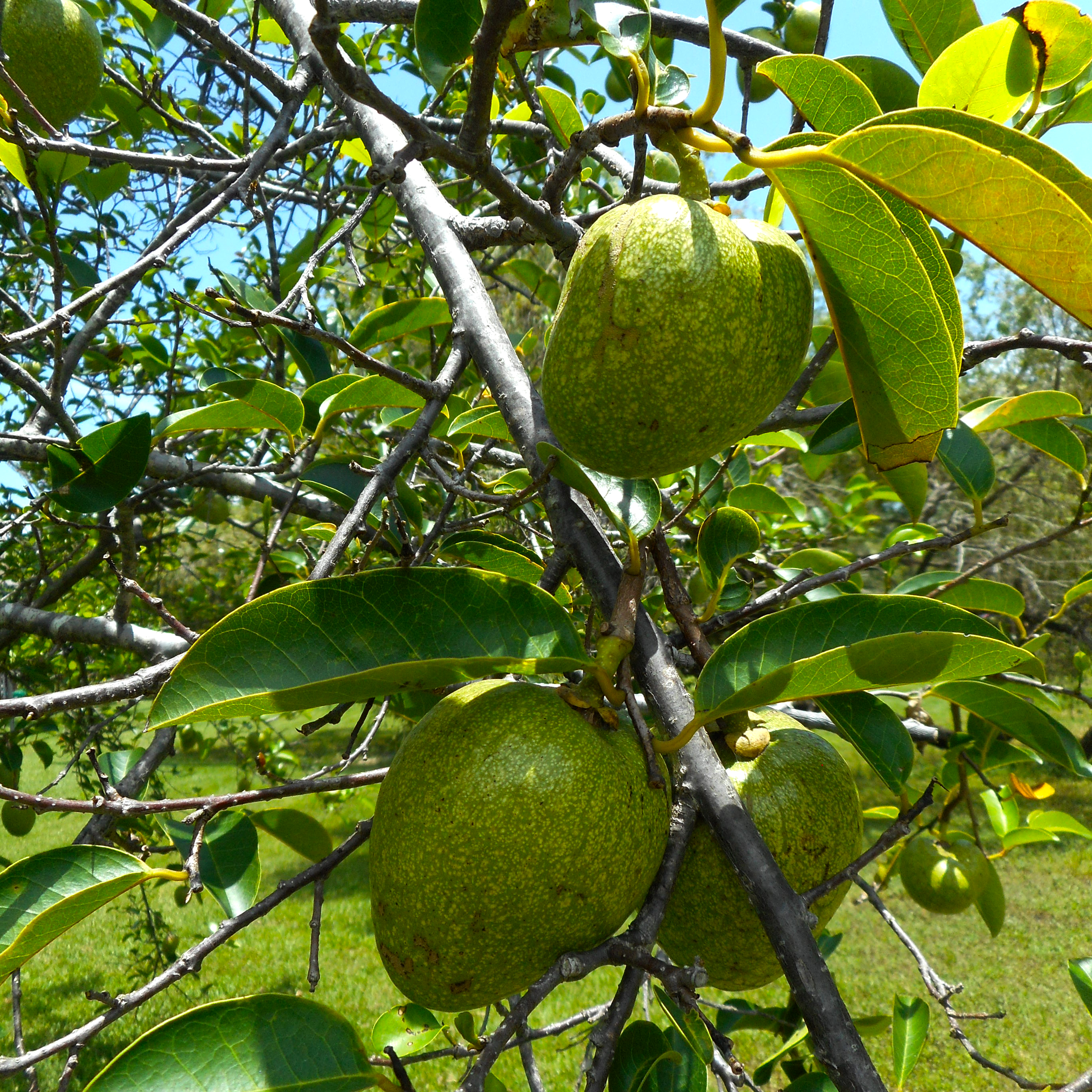
Quả bình bát còn sống
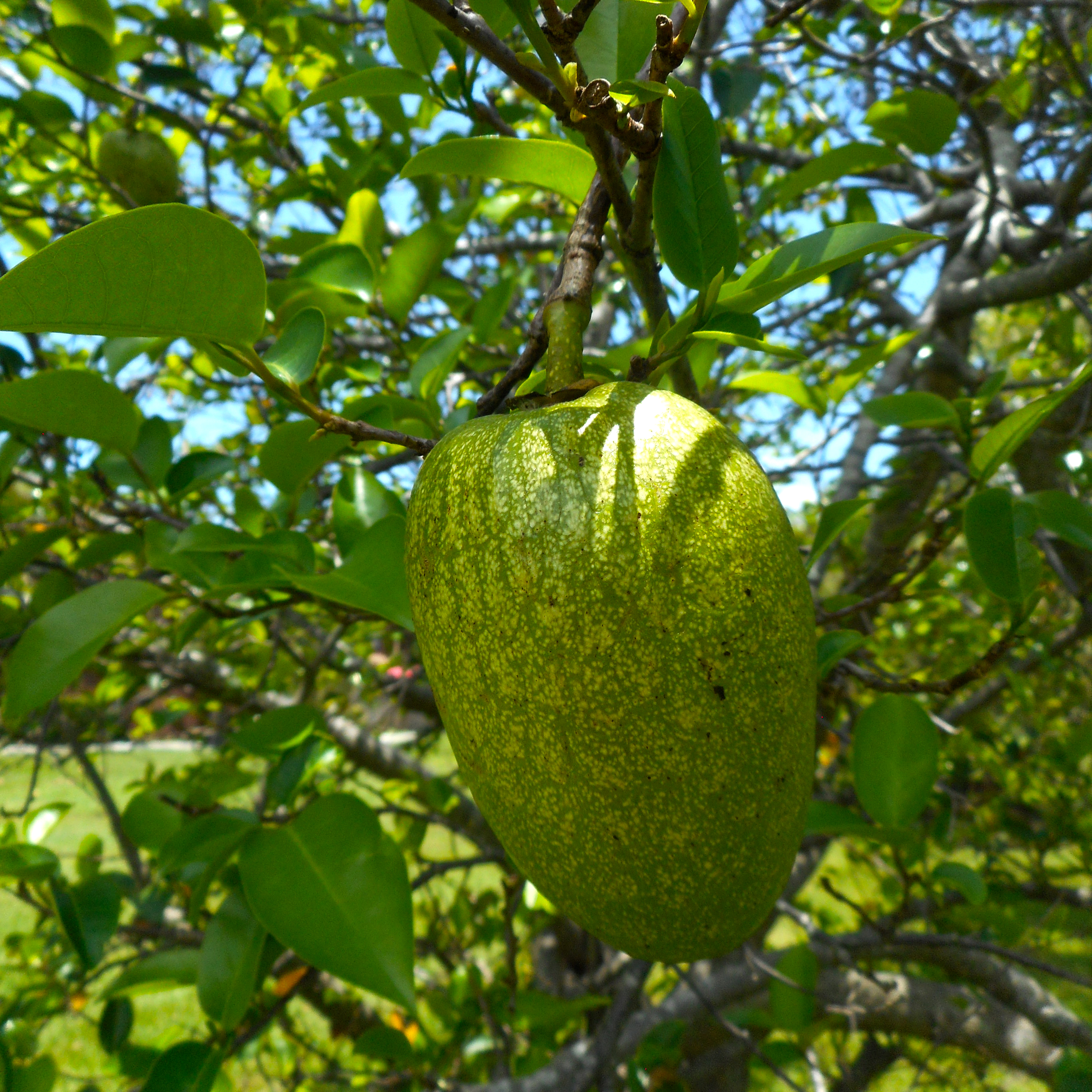
Quả bình bát đã trưởng thành
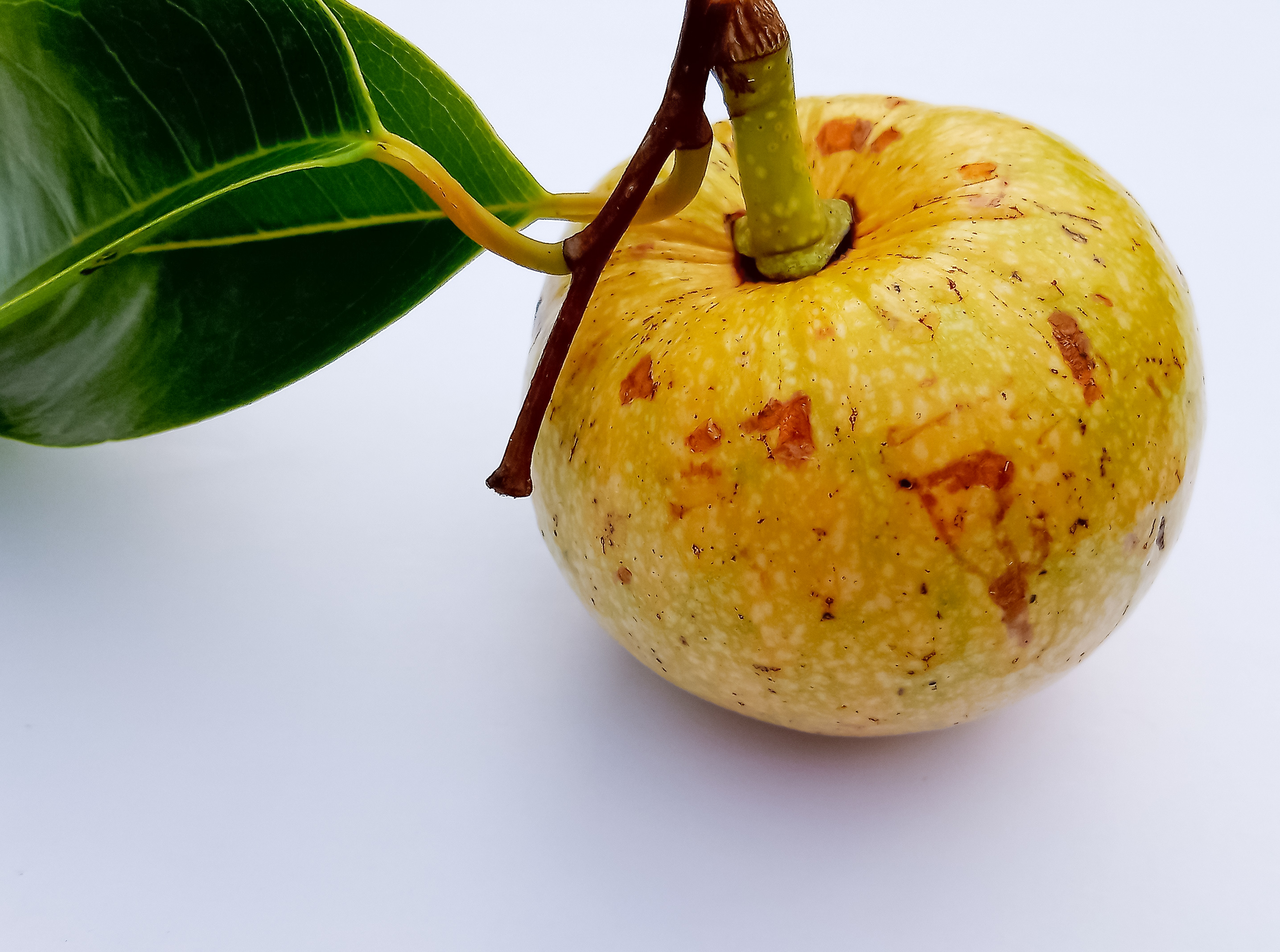
Quả bình bát chín, có mùi thơm
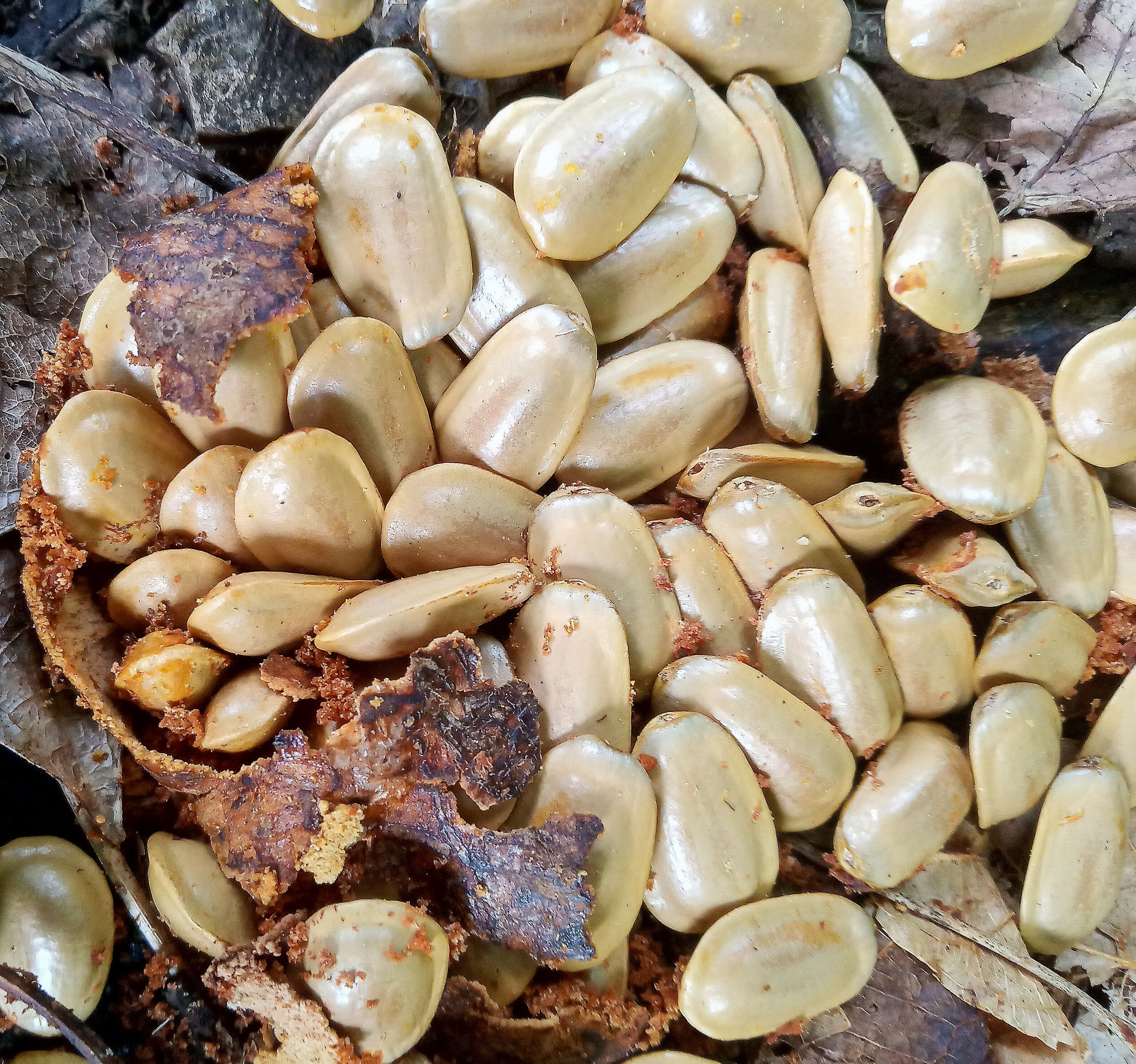
Hạt bình bát